# Copa Mundial de Hockey Masculino de 2010
La XII Copa Mundial de Hockey Masculino se celebró en Nueva Delhi (India) entre el 28 de febrero y el 13 de marzo de 2010. El evento es organizado por la Federación Internacional de Hockey (FIH) y la Federación India de Hockey.
Los partidos se realizaron en el Estadio Nacional Dhyan Chand de la capital india. 
Participaron en el evento 12 selecciones nacionales afiliadas a la FIH por el título mundial, cuyo anterior portador era la selección de Alemania, ganadora del Mundial de 2006. El equipo de Australia consiguió el título tras derrotar en la final al equipo alemán.

## Grupos
| Grupo A       | Grupo B    |
| ------------- | ---------- |
| Alemania      | Australia  |
| Países Bajos  | España     |
| Corea del Sur | Inglaterra |
| Nueva Zelanda | Pakistán   |
| Canadá        | India      |
| Argentina     | Sudáfrica  |

## Primera fase
Los primeros dos de cada grupo disputan las semifinales. 

### Grupo A
| Equipo        | J | G | E | P | GF | GC | DG  | PTS |
| ------------- | - | - | - | - | -- | -- | --- | --- |
| Alemania      | 5 | 3 | 2 | 0 | 19 | 9  | +10 | 11  |
| Países Bajos  | 5 | 3 | 1 | 1 | 15 | 5  | +10 | 10  |
| Corea del Sur | 5 | 3 | 1 | 1 | 16 | 8  | +8  | 10  |
| Argentina     | 5 | 2 | 0 | 3 | 9  | 11 | -2  | 6   |
| Nueva Zelanda | 5 | 2 | 0 | 3 | 8  | 12 | -4  | 6   |
| Canadá        | 5 | 0 | 0 | 5 | 6  | 28 | -22 | 0   |

- Resultados

| Fecha | Hora¹ | Partido       | Partido | Partido       | Resultado |
| ----- | ----- | ------------- | ------- | ------------- | --------- |
| 01.03 | 16:35 | Nueva Zelanda | -       | Canadá        | 3-2       |
| 01.03 | 18:35 | Alemania      | -       | Corea del Sur | 2-2       |
| 01.03 | 20:35 | Países Bajos  | -       | Argentina     | 3-0       |
| 03.03 | 16:35 | Canadá        | -       | Alemania      | 0-6       |
| 03.03 | 18:35 | Argentina     | -       | Corea del Sur | 1-2       |
| 03.03 | 20:35 | Nueva Zelanda | -       | Países Bajos  | 1-3       |
| 05.03 | 16:35 | Corea del Sur | -       | Nueva Zelanda | 1-2       |
| 05.03 | 18:35 | Países Bajos  | -       | Canadá        | 6-0       |
| 05.03 | 20:35 | Alemania      | -       | Argentina     | 4-3       |
| 07.03 | 16:35 | Corea del Sur | -       | Canadá        | 9-2       |
| 07.03 | 18:35 | Nueva Zelanda | -       | Argentina     | 0-1       |
| 07.03 | 20:35 | Alemania      | -       | Países Bajos  | 2-2       |
| 09.03 | 16:35 | Alemania      | -       | Nueva Zelanda | 5-2       |
| 09.03 | 18:35 | Países Bajos  | -       | Corea del Sur | 1-2       |
| 09.03 | 20:35 | Canadá        | -       | Argentina     | 2-4       |

- (¹) –  Hora local de Nueva Delhi (UTC +5:30)

### Grupo B
| Equipo     | J | G | E | P | GF | GC | DG  | PTS |
| ---------- | - | - | - | - | -- | -- | --- | --- |
| Australia  | 5 | 4 | 0 | 1 | 23 | 6  | +17 | 12  |
| Inglaterra | 5 | 4 | 0 | 1 | 17 | 12 | +5  | 12  |
| España     | 5 | 3 | 0 | 2 | 12 | 8  | +4  | 9   |
| India      | 5 | 1 | 1 | 3 | 13 | 17 | -4  | 4   |
| Sudáfrica  | 5 | 1 | 1 | 3 | 13 | 28 | -15 | 4   |
| Pakistán   | 5 | 1 | 0 | 4 | 9  | 16 | -7  | 3   |

- Resultados

| Fecha | Hora¹ | Partido    | Partido | Partido    | Resultado |
| ----- | ----- | ---------- | ------- | ---------- | --------- |
| 28.02 | 16:35 | Sudáfrica  | -       | España     | 2-4       |
| 28.02 | 18:35 | Australia  | -       | Inglaterra | 2-3       |
| 28.02 | 20:35 | Pakistán   | -       | India      | 1-4       |
| 02.03 | 16:35 | Sudáfrica  | -       | Inglaterra | 4-6       |
| 02.03 | 18:35 | Pakistán   | -       | España     | 2-1       |
| 02.03 | 20:35 | India      | -       | Australia  | 2-5       |
| 04.03 | 16:35 | Sudáfrica  | -       | Australia  | 0-12      |
| 04.03 | 18:35 | Inglaterra | -       | Pakistán   | 5-2       |
| 04.03 | 20:35 | España     | -       | India      | 5-2       |
| 06.03 | 16:35 | Australia  | -       | España     | 2-0       |
| 06.03 | 18:35 | Sudáfrica  | -       | Pakistán   | 4-3       |
| 06.03 | 20:35 | Inglaterra | -       | India      | 3-2       |
| 08.03 | 16:35 | España     | -       | Inglaterra | 2-0       |
| 08.03 | 18:35 | Australia  | -       | Pakistán   | 2-1       |
| 08.03 | 20:35 | Sudáfrica  | -       | India      | 3-3       |

- (¹) –  Hora local de Nueva Delhi (UTC +5:30)

## Fase final

### Partidos de posición
- Undécimo puesto

| Fecha | Hora¹ | Partido | Partido | Partido  | Resultado |
| ----- | ----- | ------- | ------- | -------- | --------- |
| 11.03 | 15:35 | Canadá  | -       | Pakistán | 3-2       |

- Noveno puesto

| Fecha | Hora¹ | Partido       | Partido | Partido   | Resultado      |
| ----- | ----- | ------------- | ------- | --------- | -------------- |
| 12.03 | 15:35 | Nueva Zelanda | -       | Sudáfrica | 4-4 (5-4 t.p.) |

- (t.p.) –  Tiros penalty-strokes

- Séptimo puesto

| Fecha | Hora¹ | Partido   | Partido | Partido | Resultado |
| ----- | ----- | --------- | ------- | ------- | --------- |
| 12.03 | 18:05 | Argentina | -       | India   | 4-2       |

- Quinto puesto

| Fecha | Hora¹ | Partido       | Partido | Partido | Resultado |
| ----- | ----- | ------------- | ------- | ------- | --------- |
| 12.03 | 20:35 | Corea del Sur | -       | España  | 0-2       |

### Semifinales
| Fecha | Hora¹ | Partido      | Partido | Partido    | Resultado |
| ----- | ----- | ------------ | ------- | ---------- | --------- |
| 11.03 | 18:05 | Alemania     | -       | Inglaterra | 4-1       |
| 11.03 | 20:35 | Países Bajos | -       | Australia  | 1-2       |

- (¹) –  Hora local de Nueva Delhi (UTC +5:30)

### Tercer puesto
| Fecha | Hora¹ | Partido    | Partido | Partido      | Resultado |
| ----- | ----- | ---------- | ------- | ------------ | --------- |
| 13.03 | 15:35 | Inglaterra | -       | Países Bajos | 3-4       |

### Final
| Fecha | Hora¹ | Partido  | Partido | Partido   | Resultado |
| ----- | ----- | -------- | ------- | --------- | --------- |
| 13.03 | 18:05 | Alemania | -       | Australia | 1-2       |

- (¹) –  Hora local de Nueva Delhi (UTC +5:30)

## Medallero
|           |          |              |
| Australia | Alemania | Países Bajos |

## Estadísticas

### Clasificación general
| 1. Australia     |
| 2. Alemania      |
| 3. Países Bajos  |
| 4. Inglaterra    |
| 5. España        |
| 6. Corea del Sur |
| 7. Argentina     |
| 8. India         |
| 9. Nueva Zelanda |
| 10. Sudáfrica    |
| 11. Canadá       |
| 12. Pakistán     |

### Máximos goleadores
| Puesto | Nombre         | País         | Goles |
| ------ | -------------- | ------------ | ----- |
| 1      | Luke Doerner   | Australia    | 8     |
| 2      | Taeke Taekema  | Países Bajos | 8     |
| 3      | Ashley Jackson | Inglaterra   | 7     |
| 4      | Glenn Turner   | Australia    | 6     |
| 5      | Jamie Dwyer    | Australia    | 5     |